# Frances Walsingham

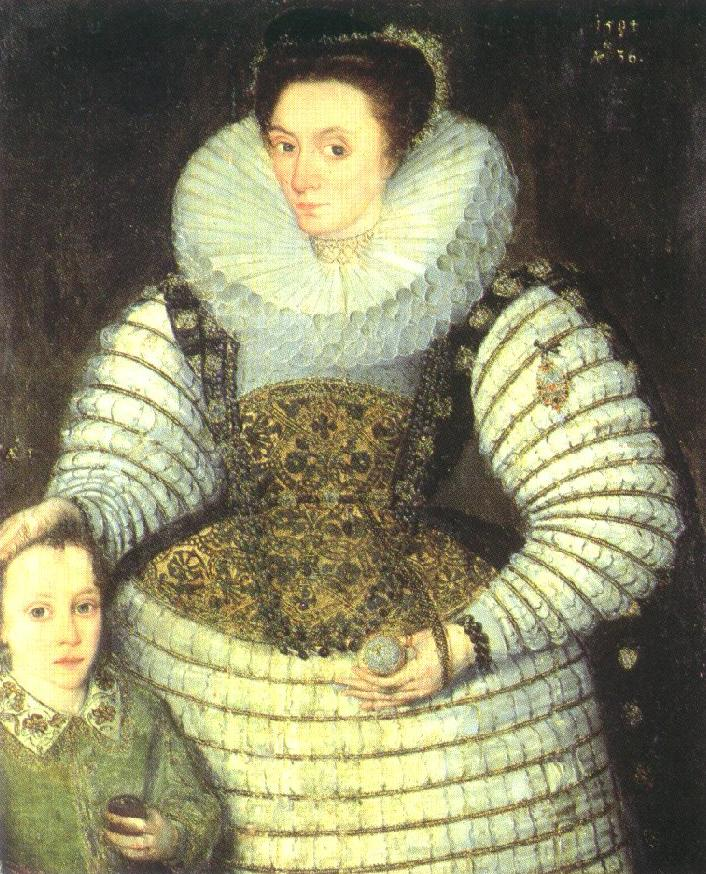
Frances Walsingham, gravin van Essex en haar zoon Robert Devereux
door Robert Peake, 1594

Frances Walsingham ook Frances Devereux, Gravin van Essex) (1569 - 13 februari 1631) was een Engelse gravin gedurende de Huis Tudor en Stuart periode.
Zij was het enige kind van Francis Walsingham, spion van koningin Elizabeth I, en zijn echtgenote Ursula St. Barbe. Ze werd hofdame van koningin Elizabeth.
Ze huwde met Philip Sidney in 1583, die in 1586 sneuvelde in de Slag bij Warnsveld. In 1590 stierf haar vader en leefde ze op een jaarrente van 300 pond. 
In 1590 hertrouwde Frances met Robert Devereux, graaf van Essex, volgens de wens van haar eerste echtgenoot bij zijn dood. Ze kregen drie kinderen: Frances Seymour, Robert en Dorothy. In 1601 werd haar man onthoofd wegens hoogverraad.
In 1603 trouwde ze voor de derde keer, nu met Richard Burke, graaf van St Albans en Clanricarde. Ze kregen één zoon, Ulick Burke en twee dochters, Honora, en Mary.
- Library of Congress Control Number: no2009071519
- Virtual International Authority File: 88489341
- WorldCat: E39PBJgXd6GXyk8dX9C6qgwBfq